# ヨーゼフ・シュンペーター
ヨーゼフ・アロイス・シュンペーター（Joseph Alois Schumpeter、1883年2月8日 - 1950年1月8日）は、オーストリア・ハンガリー帝国（後のチェコ）モラヴィア生まれの経済学者。元アメリカ経済学会会長。企業者の行う不断のイノベーション（革新）が経済を変動させるという理論を構築した。また、経済成長の創案者でもある。

## 生涯
オーストリア・ハンガリー帝国の、モラヴィアのトリーシュ（現・チェコ東部トジェシュチ）にドイツ系の家庭に生まれた。
1901年にウィーン大学法学部に進学し、フリードリヒ・フォン・ヴィーザー、オイゲン・フォン・ベーム＝バヴェルクに直接指導を受けた。カール・メンガーやレオン・ワルラスの影響も受けた。そのほか、グスタフ・フォン・シュモラーらの歴史学派やマルクスの影響を受けている。シュンペーターはシュモラーの指導を受けたアルトゥール・シュピートホフと親しく、シュピートホフはヴェルナー・ゾンバルトやマックス・ヴェーバーとともに『社会科学・社会政策雑誌』共同編集員だった。
1905年のベーム=バヴェルクのマルクスについてのゼミには、マルクス主義者のオットー・バウアー、ルドルフ・ヒルファディング、エミール・レーデラーや、のちに自由市場原理主義者になるルートヴィヒ・フォン・ミーゼスらがいた。カール・レンナーとも親交があった。
シュンペーターは、自分の属している社会構造から他の社会構造への移行を人間的価値の損失を最低限にとどめながら引き起こすという意味での保守主義を自称した。1906年ウィーン大学にて博士号（法学）を取得。
1908年『理論経済学の本質と主要内容』発表。
1909年にツェルノヴィッツ大学准教授、次いで1911年にグラーツ大学教授に就任。1912年『経済発展の理論』発表。1913年、アメリカ合衆国のコロンビア大学から客員教授として招聘され名誉博士号を受けた。

### オーストリア共和国財務大臣
第一次世界大戦末期になるとオーストリア＝ハンガリー帝国内部で諸民族が自治を求めるようになった。連合国がチェコスロバキアの独立を承認すると、1918年11月にハンガリー人民共和国が樹立して独立を宣言すると、ハプスブルク家によるハンガリー統治が終焉を迎えた。オーストリアではオーストリア社会民主党が主導したオーストリア革命が進行し、社会民主党カール・レンナーを首相とするキリスト教社会党との臨時連立政府が発足した。連合国は、1919年9月の講和条約サン＝ジェルマン条約をオーストリア共和国と締結し、オーストリアはチェコスロバキア、セルビア・クロアチア・スロベニア、ポーランド、ハンガリー独立を承認し、これによりオーストリア＝ハンガリー帝国(ハプスブルク帝国)が崩壊した。シュンペーターは、サン=ジェルマン条約は冷酷な内容であり、祖国にとって死刑宣告に等しいと非難した。この条約によって、オーストリアの企業家精神が回復する可能性が消滅し、また次の大戦の種となった。
社会民主党左派のオットー・バウアーや、ヒルファーディング、エミール・レーデラーらから誘われたシュンペーターは1919年2月、社会民主党政権の財務大臣になった。シュンペーターは、社会主義者ではなかったが、短期的な解決策として社会主義的な原則を承認した。シュンペーターは、資本（流動資産）への課税、国内企業の株式を外国に売却する案、国の債務の償還などを提案したが、その財政プランは人々に理解されず失敗した。同年、財務大臣を辞職。

### ビーダーマン銀行頭取
1921年にはビーダーマン銀行の頭取に就任したが、1924年に同銀行が経営危機に陥ったため、頭取を解任され、巨額の借金を負った。

### 中後期の研究
1925年 ボン大学の教授に就任したのち、1927年にはハーバード大学の客員教授を引き受け、1932年には正教授に就任。この間の1931年には初めて来日し各地で講演を行っている。
1939年『景気循環の理論』発表。1940年、計量経済学会会長に就任し、その後も1947年にアメリカ経済学会会長に、1949年に国際経済学会会長に選出された。
1942年 『資本主義・社会主義・民主主義』発表。
1950年1月8日、コネチカット州にて動脈硬化症で急死。遺稿を元に『経済分析の歴史』が1954年になって出版された。

## 経済理論

### 一般均衡
シュンペーターは、レオン・ワルラス流の一般均衡理論を重視した。初の著書『理論経済学の本質と主要内容』は、ワルラスの一般均衡理論をドイツ語圏に紹介するものであった。しかし、古典派が均衡を最適配分として捉えているのに対して、シュンペーターは均衡を沈滞として捉えている。
シュンペーターによれば、市場経済は、イノベーションによって不断に変化している。そして、イノベーションがなければ、市場経済は均衡状態に陥っていき、企業者利潤は消滅し、利子はゼロになる。したがって、企業者は、創造的破壊を起こし続けなければ、生き残ることができない。

### イノベーション
イノベーションは、シュンペーターの理論の中心概念である。ちなみに、シュンペーターは、初期の著書『経済発展の理論』ではイノベーションではなく「新結合(neue Kombination)」という言葉を使っている。これは、クレイトン・クリステンセンによる「一見、関係なさそうな事柄を結びつける思考」というイノベーションの定義と符合している。なお、日本語では「技術革新」と訳されることが多いが、イノベーションは技術の分野に留まらない。
シュンペーターは、イノベーションとして以下の5つの類型を提示した。
1. 新しい財貨の生産
2. 新しい生産方法の導入
3. 新しい販売先の開拓
4. 原料あるいは半製品の新しい供給源の獲得
5. 新しい組織の実現（独占の形成やその打破）

#### 企業家精神
また、シュンペーターは、イノベーションの実行者を「企業者・企業家(entrepreneur)」と呼ぶ。この意味における企業者とは、一定のルーチンをこなすだけの経営管理者（土地や労働を結合する）ではなく、まったく新しい組み合わせで生産要素を結合し、新たなビジネスを創造する者である。この点を明確にするために「起業者」と訳されることがある。
シュンペーターは『経済発展の理論』(1911)で、生産と消費の循環における流れは不規則で洪水や旱魃がおきるが、企業家精神をもつ冒険家が新しい水路を開いていくと論じた。シュンペーターは、企業家を、たんなる企業の役員、所有者、経営者ではなく、革新的な優位性を追求する近代的な産業の将師として位置づける。企業家は、生産や消費の流れを監督しているのではなく、古い伝統を打破して新しい伝統と将来を創造する。企業家は、金持ちになりたい欲求とか、快楽主義的な動機だけに索引されているわけではなく、成功そのもののために成功しようという衝動をもつとシュンペーターは言う。
社会の上層はひっきりなしに入れ替わっている資本主義世界は、古い企業を競争によって破壊することで進展している。連続的な破壊が経済発展の基礎であり、資本主義の本質を体現しているのであり、その一部が新しい市場の創出である。シュンペーターは、経済変化を起こすのは生産者であり、消費者は生産者によって教育されると論じたが、この発言は21世紀なら当然ときこえるが、1911年当時においては強烈な主張だった。
『経済発展の理論』は出版の時期が悪く、第一次世界大戦のために読者の関心が平時の経済発展から離れていたし、英語版が刊行された1934年も世界恐慌のさなかにあり、企業家精神はほとんどなくなっていた。さらに世界大戦では、国境を越える財の取引、人々の移動、資金調達が妨害され、企業家精神にあふれた未来志向型の資本主義にとって破滅的だった。
のちにシュンペーターは、資本主義的な企業家精神と技術進歩は本質的に同一であり、前者は後者の推進力であったともいう。

### 信用創造・銀行論
シュンペーターは資本主義とは次の三つの特徴を有する産業社会のことであると定義した。
```
①物理的生産手段の私有
②私的利益と私的損失責任
③民間銀行による決済手段（銀行手形あるいは預金）の創造
```

この三つのうち、③の「民間銀行による決済手段の創造」（信用創造）ことが、資本主義の定義の中でも特に重要であり、私有財産制度と契約の自由だけでは資本主義とは言えず、無から貨幣を創造する民間銀行という機関が存在することが資本主義の必須の要件だという。
資本主義経済ではイノベーションの実行は事前に通貨を必要とするが、起業者は既存のマネーを持たないから、これに対応する通貨は新たに創造されるのが本質であるとシュンペーターは考えた。すなわちイノベーションを行う起業者が銀行から信用貸出を受け、それに伴い銀行システムで通貨が創造されるという信用創造の過程を重視した。貨幣や信用を実体経済を包むだけの名目上の存在とみなす古典派の貨幣ヴェール観と対照的である。
「銀行家は単に購買力という商品の仲介商人なのではなく、またこれを第一義とするのではなく、なによりもこの商品の生産者である。……彼は新結合の遂行を可能にし、いわば国民経済の名において新結合を遂行する全権能を与える」とシュンペーターは語っている。
シュンペーターは、資本主義システムの本拠は、信用の割り当てが行われる金融市場であるとし。企業の発展は倹約ではなく、資金調達であり、投資銀行家が重要なプレーヤーだとする。投資銀行家は単なる仲介者でなく、貨幣や信用の生産者、卓越した資本家である。

### 景気循環
シュンペーターによれば、起業者が銀行からの借入を受けてイノベーションを実行すると、経済は撹乱される。そして、その不均衡の拡大こそが、好況の過程である。そして、イノベーションがもたらした新しい状況では、独占利潤を手にした先行企業に対して、後続企業がそれに追従することで、信用収縮（銀行への返済）が起こり、それによって徐々に経済が均衡化していくことで、不況になるとした。なお、これは、初期の『経済発展の理論』における基本的な見方であり、後の大著『景気循環の理論』では、景気循環の過程がより緻密に考察されている。

### 財政
シュンペーターは第一次世界大戦末期の『租税国家の危機』(1918)で、税金があまりに高くなり、インセンティブを阻害するようになれば、企業家精神は低迷し、租税国家は崩壊する懸念があるとシュンペーターは述べた。シュンペーターは、イギリズの首相ウィリアム・グラッドストンやウィリアム・ピット (小ピット)らは賢明な租税政策を行なったが、オーストリアは過重な税金のせいで企業家が課税の低い外国に移住したため革新が削減されているとみて、オーストリアの回復のためには、企業家精神、信用、革新はあらゆる手段を用いて強化しなければならないと考え、インフレを抑制する資本（流動資産）への課税、戦争債の漸進的な償還、海外資本の誘致、ベンチャー企業の奨励を提言した。
シュンペーターは、マルクスが生きていれば私と同意見だろう、国家主導の非民主的な行政的な経済を提唱するマルクス主義者の意見をマルクスは笑い飛ばすだろうとも述べた。
その後、シュンペーターは社会民主党政権の財務大臣となり、実際の政策を立案したものの、国民から不評を買い、失敗した。

## マルクス主義・社会主義論
シュンペーターは、カール・マルクスおよび社会主義を重視しており、初期から晩年にいたるまで好意的評価も交えながら批判的評価を加えた。
ロシア革命が起きた当初、シュンペーターは肯定的に評価していたともいわれており、たとえばマックス・ヴェーバーとのロシア革命についての会話で、ヴェーバーがボリシェヴィキはあまりに残虐であり革命の結果は破滅的になるだろうと述べると、シュンペーターは「われわれの理論を試すにはよい実験室だ」と答え、さらにヴェーバーが「人間の死体が山積みになった実験室だ」と述べると、シュンペーターは「どの解剖室も同じことだ」と答え、ヴェーバーを怒らせたともいう。しかし、ソビエト連邦が建国され、各国で共産党が活発に動いたことに対してシュンペーターはこれをおぞましい状況とみて、ロシアは世界の安定にとって不幸な脅威とみて、ボリシェヴィキは完全な詐欺だとして憎悪するようになった。以後、ロシア共産主義について肯定的に評価することは遂になかった。ヨシフ・スターリンが権力を掌握すると、シュンペーターは、ソ連の原動力は世界を階級のないマルクス主義の楽園に変えたいという欲望でなく、単純な帝国主義の欲望であり、スターリンは基本的に軍事独裁国家であると批判した。シュンペーターは第二次世界大戦を第一次世界大戦の再現とみ、とくにスターリン率いるソ連の勝利を恐れ、冷戦を予測していた。戦後、その大変な被害にもかかわらず、領土と影響力の面で、第二次世界大戦の最大の勝利者はスターリンだとシュンペーターは述べている。
一方、シュンペーターは民主主義下でさえ、政治家は有権者に迎合し、その利益を約束することで公職を買収し、長期的には国家に損害をあたえるともみた。シュンペーターは政治システムとしては、イギリスのシステム（二院制や官僚制）を称賛した。
シュンペーターの社会学的アプローチによる主著『資本主義・社会主義・民主主義』では、経済が静止状態にある社会においては、独創性あるエリートは、官庁化した企業より、未開拓の社会福祉や公共経済の分野に革新の機会を求めるべきであるとした。そして、イノベーションの理論を軸にして、経済活動における新陳代謝を創造的破壊という言葉で表現した。また、資本主義は、成功ゆえに巨大企業を生み出し、それが官僚的になって活力を失い、社会主義へ移行していく、という理論を提示した。マーガレット・サッチャーは、イギリスがこのシュンペーターの理論の通りにならないよう常に警戒しながら政権を運営をしていたといわれている。

### 中期
シュンペーターは中期の論文「企業家の機能と労働者の利益」(1927)で、19世紀イギリスの工業化において富が増加しても所得分配はほとんど一定だったがゆえに、工業化が大衆に貧困をもたらすという主張は誤りだと論じた。
シュンペーターによれば、企業家と労働者の長期的な利益はほぼ一致する。イギリスの富裕層が工業化でうけとった報酬は大きすぎたのかという問題については、高所得が動機となって、企業家が革新を行い、全体的な生活水準を引き上げたかと問うのが適切だとシュンペーターはいう。富裕層の保有するお金を人口で割ると、人々の生活水準を引き上げるには足りず、企業家が新しい不確実な企画に時間と努力とお金を注ぐのは成功の追求とそれがもたらすプレミアムのためであり、新しい仕事の創出を通じて社会全体にも利益を生み出すためには、企業家が収益を得ることが必要不可欠だとシュンペーターは主張する。
また、新しい会社がほとんど常に、ビジョンとそれを現実化する不屈の精神をもつ、「普通の」労働者によって始められていることはデータで証明されている。成功をおさめた企業家の子孫も家族企業が革新を持続しなければその地位を維持できないし、資本主義国家において富裕層の大部分は世襲貴族とはことなり、世代ごとに浮き沈みを繰り返す。労働者と企業家は出自が同じであるが、企業家による労働計画案や管理などの業務について意見の不一致が生じると、企業家は労働者の利益のために行動していないという見方をうみだす。この見方では、社会全体にとってあたらしい雇用をもたらす長期的利益でなく、個々人にとっての短期的なマイナス面に関心が集中しており、日和見主義的な政治家や急進的知識人は短期的コストを強調するとシュンペーターは論じた。
同時期の論文「我が国の社会構造における傾向」(1928年)でもシュンペーターはマルクス理論を批判している。まず、階級構造はマルクス理論ほど単純ではなく、労働と資本の間に明確な分裂はなく、本当の分裂は大企業と中規模工場の所有者との格差であり、その差は二つの階級のように大きく、また両者ともにその社会的地位は他の階級よりも不安定であるとシュンペーターはいう。経済は能力主義の領域に入っており、世襲階級にとっては敵対的なものとなっている。
労働者の概念においてもマルクス主義の見方は不適切であり、労働者対資本家の対立というよりも、さまざまなカテゴリーの労働者相互間での闘争になっているとシュンペーターは指摘する。今日の労働者は資本主義経済にとって最大のステークホルダーであり、新しい高賃金システムでは、非熟練労働者でもブルジョワ生活を送ることができるのであり、労働者が資本家の単なる道具であり搾取されたプロレタリアであるというのはまったく不正確だとシュンペーターは批判する。社会主義者と知的な空想家はこのような見方を軽蔑するだろうが、労働者には社会的進歩が禁止されているという主張はナンセンスであり、企業家がかつては労働者やその息子であったことを忘れてはならないとシュンペーターはいう。たとえば、熟練工と不熟練工は非常に異なる考え方をもっているし、特に熟練労働者は新しい社会経済秩序に真の利害関係をもっており、階級として統一的なプロレタリア意識があるというのは現実離れしたユートピア的な考えにすぎず、労働力とは同質的な大衆ではないとシュンペーターは社会主義的な見方を批判する。
同時期の論文「民族的に同質な環境下における社会階級」でシュンペーターはマルクス主義の階級論を批判する。マルクス主義者がいう階級闘争が根拠としている前提は壊れているとシュンペーターはいう。特定の階級に属する者は、お互いに緊密に連帯しており、外部に対しては障壁を築く。より高い階級への道は婚姻政策であり、これは何世紀にわたって行われてきた。マルクス主義は富裕層はますます富み、貧困層はますます貧すると主張するが、19世紀半ばにリードしていた富裕層は三世代後にはもはやトップではなかった。マルクス主義の見方は、理論だけを重視すると単純な事実が目に入らず、主張がグロテスクに歪んでしまうという典型例であるとシュンペーターは批判する。資本主義の絶え間ない発展と競争的革新がそのような状況を形成しているのであり、マルクスはその発展をわかっていたが、その意味を把握していなかったとシュンペーターは指摘する。単に利潤を企業に再投資するだけでは十分ではなく、進路を示し、ビジネスに精魂傾けることをせずに産業界における地位を維持し続けた企業はない。新しい生産手段の導入、新しい市場の出現、新しいビジネスは、すべてリスク、試行錯誤、抵抗の克服を伴うし、新規参入者は新鮮なアイデアを持ち込み、高い利益をあげて、既存の会社を廃業に追い込む。しかし成功者は一度成功すると継続的な革新を嫌うようになる。既存資源の単なる管理は、常に地位低下の特徴である。企業家には並外れたエネルギーが必要で、その中で最良の者だけが高い活動を維持できるのであり、高貴な出自というだけでは企業家の能力は賦与されない。したがって、現代の階級の地位が固定しているというのは幻想であり、階級の障壁はトップだけでなくボトムでも克服可能である。ほとんどの大企業家は労働者や職人から台頭してきた。それは新奇なことをしたおかげである。ウィーンの静態的社会は動きが遅く堕落しているが、イギリス貴族社会には多様性と参入可能性があり、イギリスではオーストリアよりも速く上の階級へ上がっていくことができる。社会的に必要となった機能に関する理解力が優れていれば、階級の壁は常に例外なく乗り越えることができるとシュンペーターは論じる。
一方、『経済発展の理論』日本語訳（1937年）に寄せられた「日本語版への序文」では、「自分の考えや目的がマルクスの経済学を基礎にしてあるものだとは、はじめ気づかなかった」「マルクスが資本主義発展は資本主義社会の基礎を破壊するということを主張するにとどまるかぎり、なおその結論は真理たるを失わないであろう。私はそう確信する」と述べている。
しかし、その後出版された「景気循環論」(1939)においてもマルクスを批判した。シュンペーターはあらゆる経済体制のなかで、設立に必要な資金を所有する前に、人々が企業家になれるのは資本主義だけであるとし、古典派とマルクスの重大な欠陥は企業家の活動をそれ自体で判然とした機能として明確に思い描くことができなかったことだったとシュンペーターは批判した。歴史的記録によれば、企業家はあらゆる所得層と社会階層の出身者だし、企業家の利益とは、成功した革新にともなうプレミアムであり、これが主要な動機づけとなって、同一産業の他の参加者の収益が新たな高水準にあることに気付けば速やかに革新を模倣する。企業家は、特許、さらなる革新、秘密のプロセス、宣伝などを通じて高収入を維持しようとするが、これは現実および潜在的な競合者に対する攻撃であり、これが創造的破壊である。
講演「我々の時代の経済的解釈」(1941)で、第一次世界大戦の和平条約は敗戦国に不可能な経済的負担をおしつけ、民主的政府を設立する試みは多くの国で挫折したが、とくに深刻だったのは、ソ連の国家社会主義が、市民の自由を抹殺しながら、その成功を宣伝することで、資本主義と民主主義にとって脅威となり始めたことだったとシュンペーターは論じた。他方で、西側の知識人の多くはソ連に夢中になり、その実態を空想的に解釈し、スターリン政権の残虐さを見て見ぬふりをした。農業集団化と徴発によって500万-800万が死んだというホロコーストと同様の殺戮の全容は戦後になるまで不明だったが、戦前でもソ連での強制移住での死亡や行方不明などは明白だった。シュンペーターはロシア共産主義はマルクスよりもイワン雷帝に近いと指摘している。

### 『資本主義、社会主義、民主主義』
主著『資本主義、社会主義、民主主義』(1942)では、マルクスについて様々な論点から批判を加えた。マルクスは資本主義を動態的にみて、産業変化の過程を明確に理解し認識できたが、社会学者としてのマルクスは、社会階級を資本家とプロレタリアートの二つしかしないと主張した。しかし、シュンペーターは、これはあまりに単純で間違っており、労働者は全員が同じではなく、近代社会にあっては知性とエネルギーがあれば、企業家になることも、資本家になることも可能だと批判した。
経済学者としてのマルクスは、さらに間違っているとシュンペーターは言う。資本主義が成熟すると労働者の市場占有率が低下し、労働者の窮状が高まり、反乱を起こして、収奪者を収奪し、万人の利益になる体制をもたらすとマルクスは主張した。しかし、歴史的事実としては、総所得に占める労働者の市場占有率は、工業化のなかで低下せず、横ばい、あるいは上昇したのであり、絶対水準としての労働者所得は激増し、生活水準も向上した。これは資本主義が所得を引き上げ、財のコストを引き下げたのだとシュンペーターは反論する。
また、マルクスは、生産の機械化は、失業者という「予備軍」を生み出し、これは搾取への準備が整っている労働者が増加すると主張したが、これも起こらなかった。1930年代にマルクスが流行した理由について、マルクス主義は、挫折し、ひどい処遇を受けている人々の感情に訴えかけたからであり、これは不運な人たちが自然に導かれる態度である。マルクス主義は、そうした悪からの解放を合理的に証明し、確実なものとすることを約束し、経済だけでなく歴史的な事件も説明できる体系を創造することで、人々が人生の大事件から疎外されていると感じなくてすむようにするとともに、人々は突如として政治やビジネスという操り人形を透視できるようになった。当時大恐慌時の大量の失業者がマルクスのいう「産業予備軍」に似ていたのは否定しようがないが、同様の深刻な恐慌はそれまでも繰り返しおきてきたと指摘する。1930年代の回復力の弱さについてケインズは消費者の購買力不足とし、シュンペーターは新しい財政政策への順応にともなう困難、新しい労働法規、私企業への政府の態度の変化などがありアメリカではとくに、銀行倒産というまったく不必要な流行病が発生したのも恐慌を悪化させたと論じた。
また、「大企業は独占している」という意見についてシュンペーターは、「独占」という言葉は世論の敵意を掻き立てるもので、近代資本主義下では長期にわたる独占の事例はほとんどなく、高水準の企業収益は常に一時的なものだと批判した。歴史的記録上、長期的な価格硬直性も長期的な独占の事例も知られていないし、独占は完全競争の事例よりも稀であり、大企業の繁栄は、独占ではなく組織的イノベーションによるもので、大企業は消費者を搾取するよりというよりも、生活水準を劇的に向上させたとシュンペーターは考えた
シュンペーターによれば、マルクスは企業に関する十分な理論を作ることができず、企業家と資本家を区別できなかった。また、マルクスは景気循環を有効に取り扱えなかったし、古典派のように完全競争を前提としていた。マルクスおよびマルクス主義の資本主義論に対してシュンペーターは、資本主義によって人々の生活水準は段階的に引き上げられたとし、生活水準の改善は大企業の活動が比較的自由であった時期に生じたと強調した。大企業は消費者の利益を増加させた。小規模の店や工場から大企業への発展は、生物学でいう突然変異であり、それは経済を内部から革新し、古いものを破壊し、新しいものを創造している。この創造的破壊こそ資本主義にとっての本質的事実であるとシュンペーターは論じた。
『資本主義、社会主義、民主主義』第三部の社会主義論でシュンペーターは、『ガリヴァー旅行記』の著者スウィフトの風刺のような皮肉な調子で挑発的に社会主義を擁護した。
シュンペーターは社会主義の長所には次の5つがあるという。
1. 経営者は、競争相手との不確実性に取り組まなくてよくなる。中央権力は資本主義下のカルテルのように調整機能として働き、競争に費やされるエネルギーの多くを生産的な目的に転換することが可能となる。
2. 技術や改善を中央権力が強制的に普及させることで、頑固な抵抗を克服できる。
3. 中央権力は景気循環をなくすことができる。
4. 中央権力は失業者を他の仕事に再雇用させることができ、失業率は深刻な問題でなくなる。
5. 経済から民間部門がなくなるため、企業と政府の摩擦や対立が排除される。税金も消滅する。なぜなら当局は賃金を低水準に設定すれば、賃金を回収できるからである。

このような青写真について、ブルジョワジーがこうした社会主義体制に協力できるかどうかが重大な試練となるとシュンペーターは指摘したうえで、ブルジョワジーは一掃されるべきなのではなく、経営機能を継続するようこの集団を仕向けるべきであり、そうしないと経済は繁栄できないとシュンペーターはいう。しかし、社会主義はどうやって経営者に動機づけをするのだろうかとシュンペーターは問う。ソ連は公邸、接待用手当、ヨット、特別手当によって補償されるマネージャー階級を創出し、また、人々の可処分所得を最低限にすることで投資用資金を確保したが、これは資本主義がかつて実施できなかったような困窮と節制の強制であり、貯蓄の機能を定めることでもあり、資本主義下では忌避される規律や道徳的な忠誠心を獲得できるということになる。また、社会主義では自分を養うことができない人口の25%は国家が面倒を見ることになる。ソ連では工場長は残業、解雇、お気に入りの労働者への割増などを自由に制定し、労働者からの反対もほとんどなく、国家の目的と思想への順応を強制でき、知識人も自由に妨害できず、違反を奨励する世論もない。この意味で、欠陥や悲惨な暗示がなんであれ、ソ連のボリシェヴィキシステムは成功だった。ソ連のような社会主義が、我々が通常「民主主義」というものと両立するかは別問題であるとシュンペーターはいう。シュンペーターは、労働組合の伝統があり、政府介入に慣れていて、工業も成熟しているイギリスにおいてのみ「牧歌的な型」の社会主義が成立する可能性があるとし、それ以外の場所では、流血を伴う革命なしに権力を掌握することはできないだろうと述べる。
シュンペーターは皮肉を止め、こういう。「法的な継続性の切断という意味だけなく、その後の恐怖による支配という意味でも、革命を必要とするほど未成熟な状況下における社会主義化は、短期的にも長期的にも、それを引き起こした人々を除けば、だれの利益にもならないことは明白であろう。」。
シュンペーターは、真の民主主義をもたらすとされた社会主義の実験はどの国においても悲惨だったとする。ドイツの社会主義は民主主義を達成できず、実効的な統治もできなかったし、ヒトラーの登場に対しても無頓着だった。ロシアやハンガリーも、権力征服を民主的手段によって実現することの不可能性を示した。シュンペーターは、民主主義とは、立法と行政で意思決定を行うための政治的方法であり、したがって、それ自体が目的になることは不可能であるともいう。
資本主義ではブルジョアジーの生活は公的な権限を制限することで政治領域を制限している。また、法的枠組みが整備されると、企業は自主規制するので、恒常的な政治介入を必要としない。これは法が個人の自由や自律性を保護しているからだ。したがって、「ブルジョア民主主義は欺瞞だ」という社会主義の主張は馬鹿げているとシュンペーターは批判する。社会主義者が批判する「ブルジョア民主主義」は、幅広い平等の機会を提供し、個人の自由を付与し、ブルジョアジーの利益とは無関係だったり、敵対するような要求に対してもうまく対処してきた。国家に依存して生きようとする階級よりも、放任が最も自己の利益にかなうと考える階級の方が、民主的な自制を実行するのは容易になる。
シュンペーターは、民主的社会主義は可能だが困難であり、その歴史的事例は皆無であり、社会主義的民主主義は、あらゆる階級の大多数が民主的なゲームのルールを遵守することを決意しない限り機能しないという。社会主義が成功するためには成熟した資本主義が前提となり、社会主義システムは暴力革命でなく、慣例化した政府措置を通じて構築されねばならず、ロシアの経験を完全な社会主義の実現という社会主義者は一人もいないとシュンペーターはいう。
シュンペーターは社会主義の持続力と資本主義にとってかわる可能性を立証しようと論じているように一見みえるが、条件や前提を注意深く読めば、シュンペーターの目的が資本主義の称賛で、社会主義への非難にあることは明白であるとマクロウはいう。しかし、シュンペーターの皮肉を理解できない書評もあった。
一方で、シュンペーターは以下のように資本主義は危機にさらされていると述べる。
1. 資本主義以前の時代においては、単なる経済的達成だけでは誰も支配階級に昇進できなかった。しかし、資本主義が発展し始めると、能力と野心を持つビジネスに進出した人々は地位向上の道を歩むことができた。しかし、資本主義の未来は、その経済的優位性のみによって保証されるものではない。
2. 資本主義は、荘園、村落、職人ギルドといった文明社会の世俗的な基盤を破壊し、代替制度もなく、理想主義も、有機的な生活感覚も、非経済的な性質を持つ社会組織に不可欠な能力もない。何らかの保護がなければ、「ブルジョアジー」は政治的に無力であり、国家を導くことも、自らの階級的利益を守ることもできない。
3. 大企業は、多くの小規模生産者を攻撃して、本来の同盟者を疎外し、また、有形財を株式に置き換えることは、所有という概念を消滅させる。
4. 資本主義は経済的な計算に還元し、思考を合理化する。制度の道徳的権威を破壊した後、最終的には自らに反するようになる。
5. 資本主義は、実務に対する直接的な責任を持たず、管理経験もほとんどない、敵対的な知識人層を支えており、マスメディアは扇動家が利用できるために、状況を危険なものにしている。
6. 公共政策は資本家の利益に対してますます敵対的になっている。アメリカの官僚機構は、重大な利害関係を理解していないがゆえに、資本主義への反感を抱いており、その敵意から生まれた立法、行政、司法は、起業家や資本家、ブルジョア的生活様式を受け入れている階層全体が、最終的には機能を停止する。

### 晩年
晩年の1945年11月の講演「現代の社会主義的傾向に直面した私企業の将来」でもシュンペーターはマルクス主義を批判した。大恐慌のときに社会主義が流行したのは自然だが、産業発展が展望できる時にはもはや道理に合わず、マルクス主義の階級闘争論は特に不適切だとシュンペーターはいう。資本主義国での労働者の実質賃金は、不況で一時中断したものの数十年間にわたって上昇しており、とくに累進課税を採用している西側諸国では国民所得に占める労働者の実質賃金の割合は上昇した。また、現代の企業人は基本的に他の労働者に対する労働者であって、企業人が自分で資本を所有していると信じたアダム・スミスとマルクスは甚大な過ちを犯したとシュンペーターはいう。
1948年12月30日に行われたアメリカ経済学会会長講演においてシュンペーターは、マルクスをブルジョア過激主義から離脱したブルジョア過激派としながら、自分自身の危険性にまったく気づいていなかった思想家だったと指摘した。マルクスのビジョンは、専門的な経済研究をはじめた1840年代以前に形成されており、彼の社会科学的研究はそのビジョンの実践であった。マルクスのビジョンは、当時フランスの過激派で浸透していたもので、持てるものによる持たざるものへの搾取に対する階級闘争の果てに容赦なき貧困とともに壮烈な暴発に向かうというものだったが、このビジョンはマルクスの心の奥の真意に固くむすびついており、それが信奉者に訴え、その熱心な忠誠を得ることになった。マルクスの著作が示すことは、分析におけるイデオロギーの勝利であり、そのビジョンの結末は社会的な信条となって、分析を不毛なものにしたとシュンペーターは総括した。
最晩年の1949年12月30日に行われたアメリカ経済学会での講演「社会主義への前進」において、アメリカ経済とインフレーション的圧力について論じるための予備的な論点として「社会主義」を論じた。シュンペーターは、まず「社会主義」を、生産手段の統制や、いかに何を生産するか、誰が何を獲得するかの決定を私的企業ではなく公的機関が行うような社会の機構と定義し、これは経済活動が私的な領域から公的な領域に移行することであるという。シュンペーターは自分自身は社会主義を擁護するものでもないし、それが望ましいか望ましくないかを論じる意図も、予言するつもりもないと述べる。そのうえで、資本主義的な秩序は自ら崩壊する傾向をもち、社会主義へと進んでいくとし、その理由を、1)実業家階級の成功およびそれが新しい生活様式をもたらしたことによって、むしろ実業家の社会的地位を切り崩すことになったこと、2)資本主義的活動は本質的に合理的であるがゆえに、生産工場での指導における上下の命令・服従関係を破壊すること、3)実業家階級の利害関係は、大企業の利害とは独立し、時に敵対的となり、その結果、実業家階級は、短期的には他の階級にとって有利となるような条件に置かれて、自分を防御できなくなったこと、4)資本主義社会の価値図式は今では大衆さらには「資本家」階層における支配力を失ったこと、とした。さらに、社会主義に反対する経済学者でも以下のことは認めるであろうとして、1)経済の後退や沈滞を防止するための安定政策・実業に対する公共的な管理、2)所得の平等化が望ましいこと、再分配的な課税、3)物価への様々な規制、4)労働市場や金融市場に対する公共的な統制、5)公共的企業によって満たされる欲望分野の無際限の拡張、6)すべての形態の社会保障、を列挙した。シュンペーターは、こうした政策は、すでに18世紀において保守的また専制的な支配者によって是認され実行されてきたもので、もはや「社会主義的」というレッテルを貼られるべきものでもないという。
死後出版された「経済分析の歴史」(1954)では、ナチス・ドイツ、ムッソリーニのイタリア、スターリン下のソ連を「全体主義国家」とシュンペーターはみた。ただし各国は互いに異なっており、
ナチスの人種的優位性に基づく教義は、経済学とほとんど関係がないがゆえに、技術的な経済学や相矛盾する政策の主張とも両立した。これに対してムッソリーニは経済政策を自ら策定するほど経済学について明確な考えをもっており、私的な利益集団が公的機関のもとで組織化し、競争的個人主義を超越して国家のために結束することが目指された。ソ連ではイデオロギーの根本教義が経済思想であり、神聖な教義からの逸脱は、どんなに些細で、仮説であっても許されることはなく、ニコライ・コンドラチエフは粛清で殺された。他方でソ連の主張する新しい社会では、経済法則など存在せず、したがって経済分析も不要ともされた。
トーマス K.マクロウは、シュンペーターはマルクスを博識で大胆で視野が広いと絶賛した一方で、シュンペーター自身は政治的な左翼ではなく、経済学者としてはマルクスから基本的に最も遠いところにいたと指摘している。

## 経済学史
ほか、経済学史家としても仕事をしており、初期に『経済学史』を著し、晩年に大著『経済分析の歴史』を執筆、没後に遺稿を元に出版されている。

## 人物
1945年の日本への原子爆弾投下についてシュンペーターは日記で「愚かな獣性。あるいは獣性の愚かさ！」「暴力の是認ー犠牲者に対する殺人者の憎悪ほど憎悪すべきものはない」と書いた。

## 評価
ジョーン・ロビンソンは、シュンペーターは社会主義への愛情をほとんど持っておらず、資本主義の英雄的な時代に同情しているが、彼の議論の新鮮さ、勢いに読者は圧倒されるだろうと評した。
ティボール・シトフスキーはシュンペーターをアメリカで最も優秀な経済学者と位置づけている。マーティン・ケスラーは、シュンペーターはケインズと並ぶ20世紀が生み出した偉大な経済学者であると評価している。オスカー・モルゲンシュテルンは、順位づけが無意味あるいはほぼ不可能になる最高水準の経済学者の一群にシュンペーターは属しているという。アルフレッド・チャンドラーは、シュンペーターを大企業の台頭とイノベーションと起業家精神の中心的な役割を最もよく理解した経済学者と評価する。
シュンペーターの下で数年間学んだクレメンスとドーディーは『シュンペタリアン・システム』(1950)で体系化を試みた。このほかシュンペーターの影響を受けた学者にはネイサン・ローゼンバーグとウィリアム・ラゾニック、マイケル・ポーター、フレデリック.M.シェラー、リチャード・R.ネルソン、シドニー・G・ウィンターがいる。

### 日本における評価
日本でのシュンペーター評価の高さは、その門人の高名さ、翻訳の多さ、そして著作での言及・引用の多さにも負う。シュンペーター門下の日本人経済学者としては、ボン大学時代の留学生である中山伊知郎、東畑精一、同じくハーバード大学時代の柴田敬、都留重人などがいる。なお、伊東光晴によると、「日本の経済学者でシュンペーターのもとを訪れた者のうち、シュンペーター自身が、来る前から異常に高く評価したのは柴田敬であり、来た後に高く評価したのが都留重人であって、これ以外の人についてはほとんど評価していない」とされている。
小室直樹は、シュンペーターの業績は経済学界ではさほど継承されておらず、むしろ経営学によって、その発想や視点が旺盛に摂取されていると述べている。また小室は、シュンペーター自身は数学は得意ではなく、弟子のポール・サミュエルソンの数学の講義を聴いて勉強したと書いている。

## 主な著作
- Wesen und Hauptinhalt der theoretischen Nationalökonomie, 1908

『理論経済学の本質と主要内容』大野忠男・安井琢磨・木村健康訳（岩波文庫、1983年 全2巻）
- Theorie der wirtschaftlichen Entwicklung, 1912

『経済発展の理論 : 企業者利潤・資本・信用・利子および景気の回転に関する一研究』 塩野谷祐一・中山伊知郎・東畑精一訳（岩波文庫、1979年 全3巻）
『経済発展の理論』八木紀一郎・荒木詳二訳（日経BP、2020年）
- "Epochen der Dogmen-und Methodengeschichte",Wirtschaft und Wirtschaftwissenschaft, p19-124, 1914

『経済学史 : 学説ならびに方法の諸段階』中山伊知郎・東畑精一訳 （岩波文庫、1980年）
- Die Krise des Steuerstaats, 1918

『租税国家の危機』木村元一・小谷義次訳（岩波文庫、1983年）
- Business Cycles, 1939

『景気循環論 : 資本主義過程の理論的・歴史的・統計的分析』 金融経済研究所訳（有斐閣 全5巻）
- Capitalism, Socialism, and Democracy, 1942

『資本主義・社会主義・民主主義』中山伊知郎・東畑精一訳（東洋経済新報社）
『資本主義、社会主義、民主主義』大野一訳（日経BPクラシックス、2016年 全2巻）
- Schumpeter, Joseph A. (1951). Ten great economists: from Marx to Keynes. New York Oxford: Oxford University Press. OCLC 166951
  - 『十大経済学者:マルクスからケインズまで』中山伊知郎訳 東畑精一 監修.日本評論社、1952年

- History of Economic Analysis, 1954

『経済分析の歴史』東畑精一・福岡正夫訳（岩波書店、2005年・2006年 全3巻）
- 論文選集

『帝国主義と社会階級』都留重人編訳（岩波書店、1956年）
『景気循環分析への歴史的接近』金指基編訳（八朔社、1991年）
『企業家とは何か』清成忠男編訳（東洋経済新報社、1998年）
『資本主義は生きのびるか 経済社会学論集』八木紀一郎編訳（名古屋大学出版会、2001年）

## 関連書籍
- 伊東光晴・根井雅弘『シュンペーター』（岩波新書、1993年）
- 根井雅弘『シュンペーター』（講談社学術文庫、2006年。シュンペーターの評伝）
- 金指基『J・A・シュムペーターの経済学』新評論（1979年）
- 中野剛志『入門 シュンペーター 資本主義の未来を予見した天才』（PHP新書、2024年）